# Circuit Ricardo Tormo
El Circuit Ricardo Tormo, conegut també com a Circuit de Xest o Circuit de València i anomenat oficialment 'Circuit de la Comunitat Valenciana Ricardo Tormo', és un circuit de curses situat a Xest, Foia de Bunyol. Construït el 1999, té una longitud de 4,005 km (amb una recta principal de 0,876 km) i una capacitat de 165.000 espectadors, amb 125.000 seients. El nom és un homenatge al bicampió del món de 50cc valencià Ricardo Tormo, que es va morir de leucèmia el 1998.

## Característiques

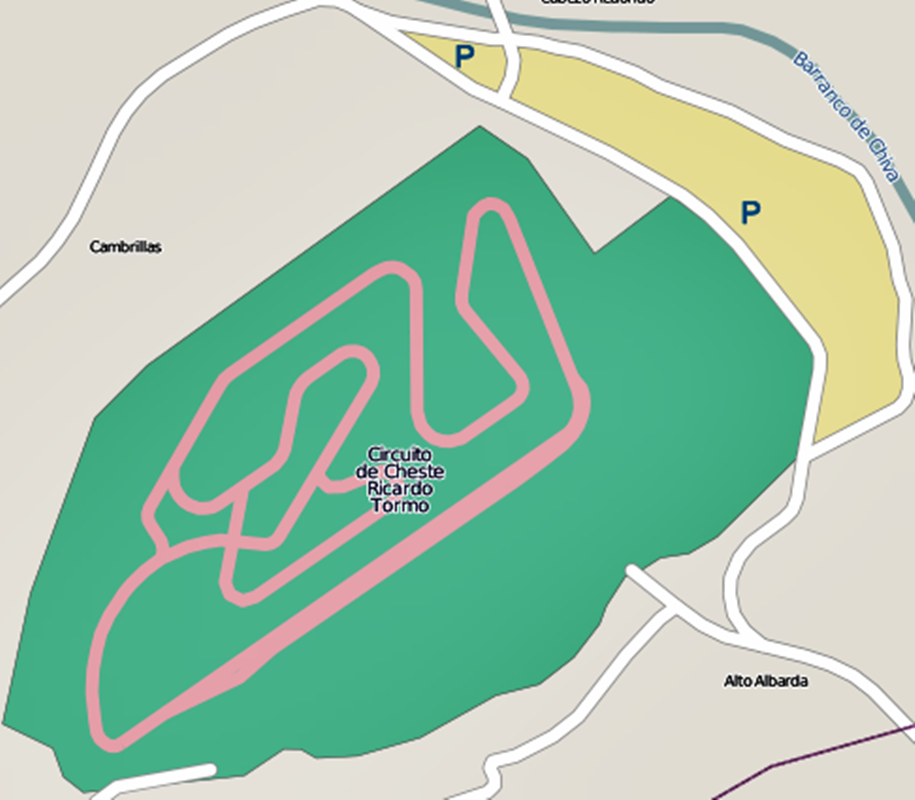
Mapa de situació del circuit

El circuit està ubicat en un solar d'un milió i mig de m² situat a la partida de Cambrillas, dins el terme municipal de Xest, a una vintena de quilòmetres de la ciutat de València i a quinze de l'Aeroport de València, situat a Manises. L'equipament disposa d'una estació de rodalia on circula la línia 3 de Rodalies de València, la qual cosa permet l'accés al circuit des de València, Bunyol i Requena, entre d'altres.
Atès el clima benigne de la zona durant l'hivern, molts equips europeus d'automobilisme i de motociclisme fan servir el circuit per a fer-hi les proves de pretemporada.
Pel que fa al disseny, el circuit segueix el cànon dels circuits americans, els coneguts ovals, al contrari que els tradicionals circuits europeus, on sovint algunes solucions arquitectòniques impedeixen la visibilitat completa del traçat.
Inaugurat el 1999, al llarg dels anys s'hi han fet millores. El 2004 se n'ampliaren les escapatòries de frenada dels revolts 2 i 6, així com l'escapatòria del revolt 11. El 2012 es van re-asfaltar les escapatòries dels revolts 1, 2, 6, 10, 11 i 14 i s'ampliaren les escapatòries del revolt 7.

### Homenatges
Diversos revolts del circuit estan dedicats a pilots famosos. Aquesta n'és la llista:
- 1: Aspar, pilot de motociclisme valencià, 4 vegades campió del món
- 2: Mick Doohan, pilot de motociclisme australià, 5 vegades campió del món
- 4: Nico Terol, pilot de motociclisme valencià, campió del món de 125cc[2]
- 6: Ángel Nieto, pilot de motociclisme espanyol, 13 vegades campió del món
- 8: Bernat Martínez, pilot de motociclisme valencià mort el 2015[3]
- 11: Jaume Masià, pilot de motociclisme valencià, campió del món de Moto3[4]
- 12: Champi Herreros, pilot de motociclisme valencià, campió del món de 80cc
- 14: Adrián Campos, pilot d'automobilisme valencià mort el 2020[5]

A banda, a l'antic restaurant hi ha un grafitti gegant en homenatge a Valentino Rossi que es va inaugurar després de la seva retirada el 2021.

### Configuracions de la pista
El circuit consta de quatre traçats diferents, el més utilitzat dels quals és el traçat GP (Gran Premi), qualificat com a Categoria 2 per la FIA, la qual cosa vol dir que pot albergar tot tipus d'esdeveniments automobilístics i de motor tret de Grans Premis puntuables per al Campionat del Món de Fórmula 1. A començaments del 2006 es va anunciar que s'hi farien reformes per tal de poder albergar-ne. A l'abril, Bernie Ecclestone va posar a prova les capacitats del traçat celebrant-hi una ronda de les GP2 Series, però mesos més tard es va anunciar que els Grans Premis de Fórmula 1 es farien finalment al Circuit Urbà de València.

Traçat principal, "Gran Premi" (1999–actualitat)
Proposta de traçat de Gran Premi de F1 (2006)
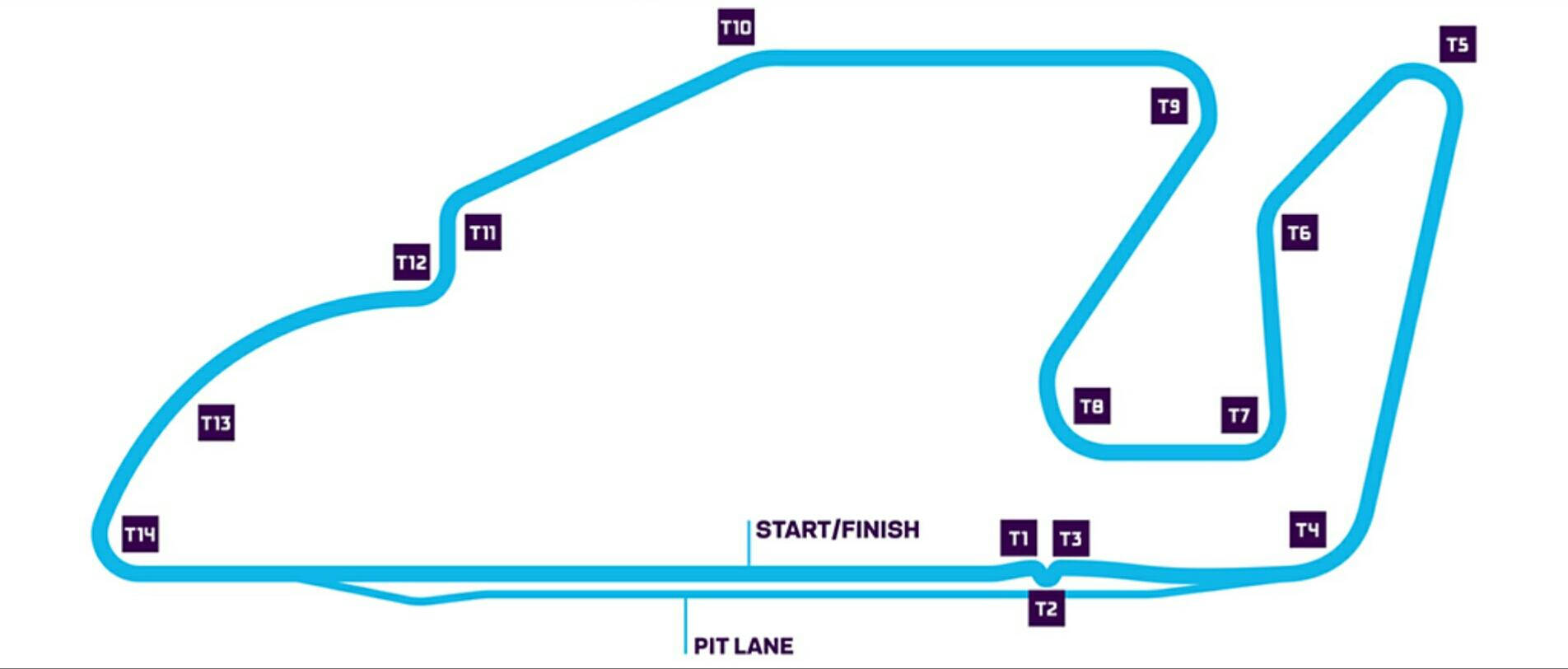
Traçat de proves de pretemporada de Fórmula E (2018–2019)
Traçat de Fórmula E (2021–actualitat)

## Esdeveniments

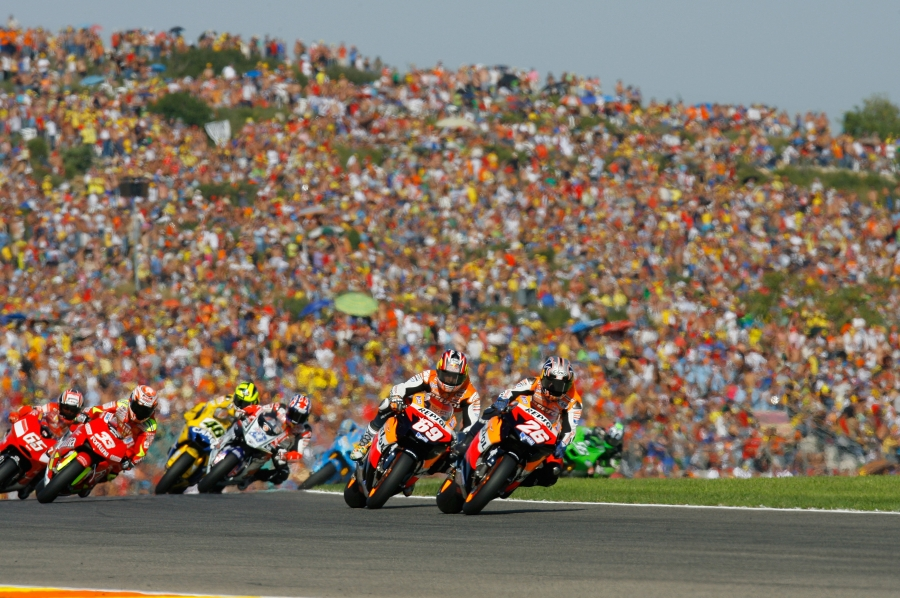
Dani Pedrosa encapçalant la cursa de MotoGP al Gran Premi del 2006

El circuit acull el Gran Premi de la Comunitat Valenciana de MotoGP i n'ha acollit també del Campionat del Món de Superbike (SBK). A més, el Campionat FIA GT hi va tenir una cursa els anys 2000 i 2004, el Campionat Mundial de Turismes del 2005 al 2012, les European Le Mans Series el 2007 i el DTM del 2010 al 2012. També ha estat seu de pretemporada de la Fórmula E com a pista de proves des de la temporada 2017-18, després d'haver-s'hi traslladat des de Donington Park. El circuit també es va fer servir com a substitutori per a la temporada 2019-20 a causa de la pandèmia de COVID-19, que va fer cancel·lar diverses rondes. També va ser la seu de proves de pretemporada de les GP3 Series (ara anomenades Campionat de Fórmula 3 FIA) fins a la temporada 2017. Aquest campionat també va acollir un esdeveniment únic celebrat al circuit el 2013. Les GP2 Series (ara anomenades Campionat de Fórmula 2 FIA) també van organitzar rondes al circuit els anys 2006 i 2007. Xest ha acollit també la ronda d'obertura de temporada de les Whelen Euro Series de la NASCAR des del 2014. Finalment, el circuit també acollirà la tercera edició dels FIA Motorsport Games a l'octubre de 2024.
Al circuit s'hi han celebrat també proves de duatló i de ciclisme.

### Fórmula E

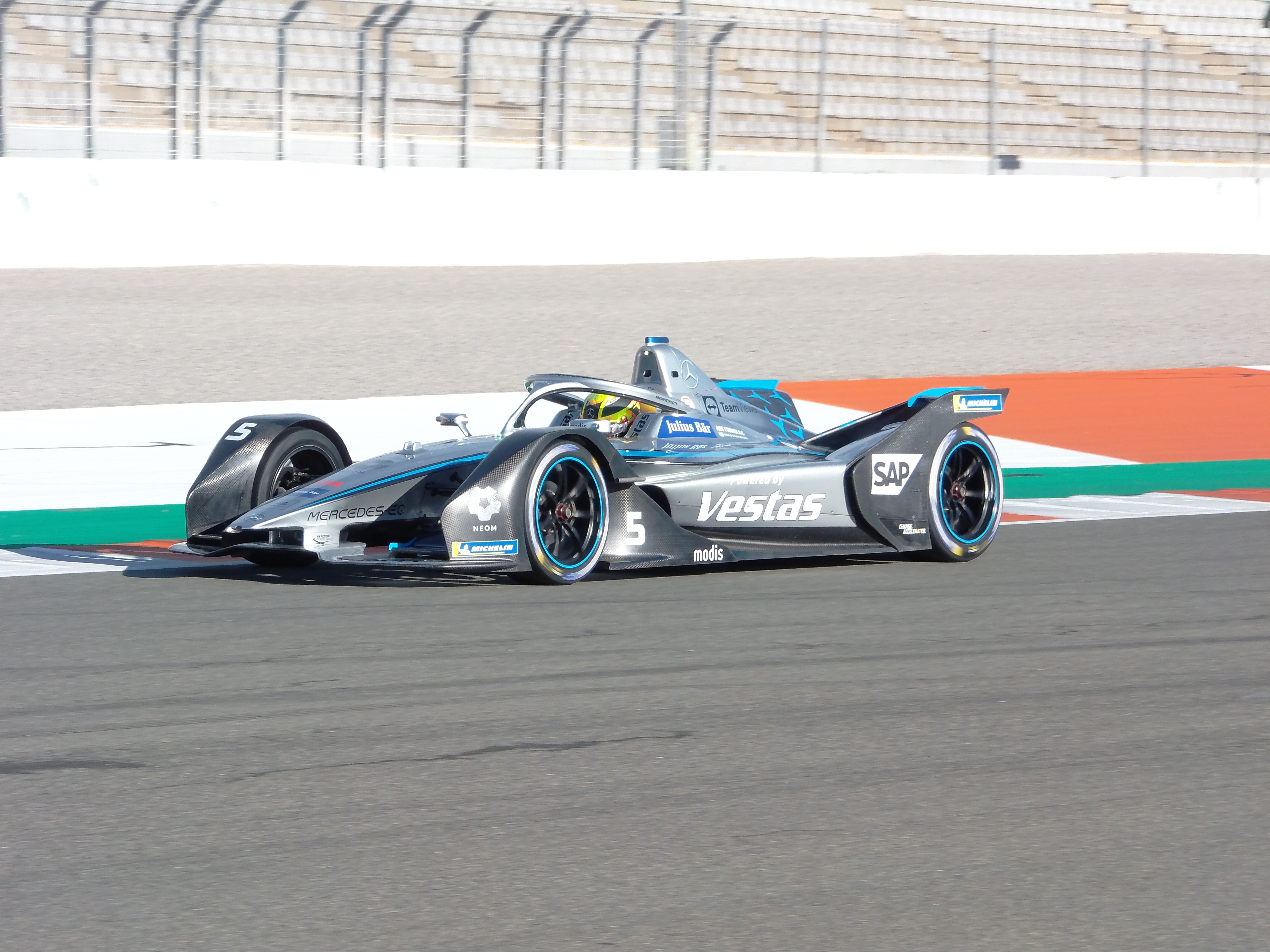
Stoffel Vandoorne a la sessió de proves de pretemporada de la Fórmula E a Xest del 2021

El Circuit Ricardo Tormo ha estat emprat per a la Fórmula E com a seu de proves de pretemporada des del 2017. El 28 de gener de 2021 es va anunciar que el circuit acolliria l'ePrix de València com a cinquena i sisena proves del Campionat del Món de Fórmula E del 2020-21, que se celebrà el 24 d'abril de 2021, en substitució de l'ePrix de París, cancel·lat. Va ser la primera vegada que se celebrà un ePrix en un circuit de curses permanent, tot i que amb una configuració única. Una de les diferències entre la pista normal per a les proves de pretemporada i la pista emprada per a la cursa va ser la instal·lació d'una xicana temporal a la recta de sortida. A continuació, la pista tombava a la dreta immediatament després de la sortida del revolt 8.

## Formació de pilots
El mateix any de la inauguració del circuit, 1999, es va presentar el Bressol de Campions, una plataforma des d'on iniciar-se al món del motociclisme. Durant la major part de la seva existència, el Bressol va estar patrocinat per Bancaixa i Bankia.
L'any 2000, el Circuit va crear la seva pròpia escuderia d'automobilisme, anomenada Escola Lois Circuit, la qual va competir a la Fórmula Toyota Castrol 1300, al Campionat d'Espanya de Fórmula Junior 1600, a la Fórmula Nissan 2000 i al primer any del Campionat d'Espanya de Fórmula 3. Borja García va ser un dels seus pilots. El 2006 es va estrenar l'escola de kàrting del Circuit, dirigida per Marco Rodríguez, qui ja havia estat el director de l'equip de competició.
El 2012, l'escola va reaparèixer donant suport a Moisés Soriano durant la temporada 2012 de l'European F3 Open. El 2018 va tornar, amb el suport de la Diputació de València i la federació espanyola d'automobilisme (RFEDA), i va oferir un programa de suport a pilots valencians.

## Videojocs
El Circuit Ricardo Tormo ha estat recreat als videojocs Tourist Trophy i Gran Turismo PSP. La pista també apareix en altres videojocs com ara Alfa Romeo Racing Italiano, GTR Evolution i rFactor. En ser l'amfitrió de la ronda de MotoGP, el circuit ha aparegut en tots els videojocs de MotoGP des del seu debut el 1999, i als videojocs de SBK durant el 2006-2013. L'última recreació de la pista va ser a Assetto Corsa Competizione el 2023.

## Guanyadors del GP de MotoGP
Tot seguit, la llista dels guanyadors de la cursa de MotoGP (500cc fins al 2001 inclòs) del Gran Premi de la Comunitat Valenciana.
A 1 de gener de 2020
| Any  | Guanyador        | Motocicleta | Temps         | Longitud | Voltes | Velocitat mitjana | Data           |
| ---- | ---------------- | ----------- | ------------- | -------- | ------ | ----------------- | -------------- |
| 1999 | Régis Laconi     | Yamaha      | 53:23,825 min | 4,005 km | 30     | 135,007 km/h      | 19 de setembre |
| 2000 | Garry McCoy      | Yamaha      | 48:27,799 min | 4,005 km | 30     | 148,752 km/h      | 17 de setembre |
| 2001 | Sete Gibernau    | Suzuki      | 54:39,391 min | 4,005 km | 30     | 131,896 km/h      | 23 de setembre |
| 2002 | Alex Barros      | Honda       | 47:22,404 min | 4,005 km | 30     | 152,174 km/h      | 3 de novembre  |
| 2003 | Valentino Rossi  | Honda       | 47:13,078 min | 4,005 km | 30     | 152,675 km/h      | 2 de novembre  |
| 2004 | Valentino Rossi  | Yamaha      | 47:16,145 min | 4,005 km | 30     | 152,510 km/h      | 31 d'octubre   |
| 2005 | Marco Melandri   | Honda       | 46:58,152 min | 4,005 km | 30     | 153,484 km/h      | 6 de novembre  |
| 2006 | Troy Bayliss     | Ducati      | 46:55,415 min | 4,005 km | 30     | 153,633 km/h      | 29 d'octubre   |
| 2007 | Dani Pedrosa     | Honda       | 46:43,533 min | 4,005 km | 30     | 154,284 km/h      | 4 de novembre  |
| 2008 | Casey Stoner     | Ducati      | 46:46,114 min | 4,005 km | 30     | 154,142 km/h      | 26 d'octubre   |
| 2009 | Dani Pedrosa     | Honda       | 46:47,553 min | 4,005 km | 30     | 154,063 km/h      | 8 de novembre  |
| 2010 | Jorge Lorenzo    | Yamaha      | 46:44,622 min | 4,005 km | 30     | 154,224 km/h      | 7 de novembre  |
| 2011 | Casey Stoner     | Honda       | 48:18,645 min | 4,005 km | 30     | 149,221 km/h      | 6 de novembre  |
| 2012 | Dani Pedrosa     | Honda       | 48:23,819 min | 4,005 km | 30     | 148,956 km/h      | 11 de novembre |
| 2013 | Jorge Lorenzo    | Yamaha      | 46:10,302 min | 4,005 km | 30     | 156,135 km/h      | 10 de novembre |
| 2014 | Marc Márquez     | Honda       | 46:39,627 min | 4,005 km | 30     | 154,499 km/h      | 9 de novembre  |
| 2015 | Jorge Lorenzo    | Yamaha      | 45:59,364 min | 4,005 km | 30     | 156,754 km/h      | 8 de novembre  |
| 2016 | Jorge Lorenzo    | Yamaha      | 45:54,228 min | 4,005 km | 30     | 157,046 km/h      | 13 de novembre |
| 2017 | Dani Pedrosa     | Honda       | 46:08,125 min | 4,005 km | 30     | 156,257 km/h      | 12 de novembre |
| 2018 | Andrea Dovizioso | Ducati      | 46:34,991 min | 4,005 km | 27     | 139,200 km/h      | 18 de novembre |
| 2019 | Marc Márquez     | Honda       | 41:21,469 min | 4,005 km | 27     | 156,800 km/h      | 17 de novembre |